# Ball dels quaranta-un
|  | Per a altres significats sobre la pel·lícula sobre aquest esdeveniment, vegeu «El baile de los 41». |

El «ball dels quaranta-un» va ser una batuda policial realitzada el 17 de novembre de 1901, durant el règim del president Porfirio Díaz. Esdevingué a la colonia Tabacalera de la Ciutat de Mèxic, contra un ball d'homes que s'estava realitzant al carrer La Paz, dels quals 21 estaven vestits d'homes i 21 de dones. Hi van participar 42 homes en aquell ball, però només van ser arrestats 41, d'aquí prové el nom. La premsa mexicana va convertir en un escàndol el fet, malgrat que el govern de llavors es va esforçar a ocultar l'assumpte, ja que els detinguts pertanyien a la classe alta de la societat porfiriana, incloent a Ignacio de la Torre y Mier, gendre del llavors president, i va ser un dels escàndols més sonats de començaments del segle segle xx.
Al novembre de 2020 es va estrenar una pel·lícula sobre l'esdeveniment, El baile de los 41.

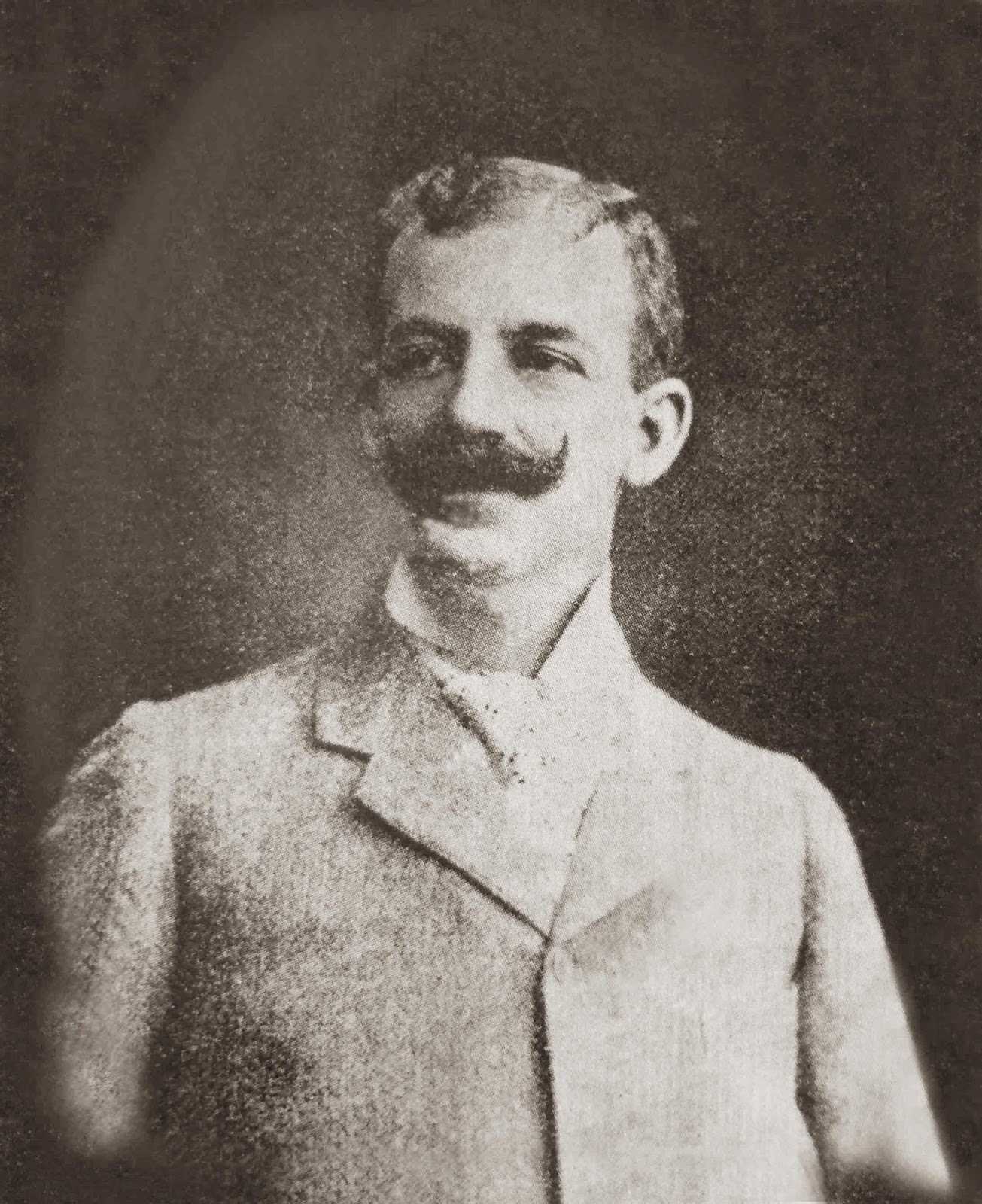
Ignacio de la Torre y Mier

## Fets
Al Mèxic de finals del segle segle xix i principis del segle xx, la realització de balls on concorrien sol homes o només dones es feia amb freqüència, encara que de manera clandestina a causa de la discriminació i la condemna pública cap a la promiscuïtat sexual de l'època. Diverses fonts citen la realització de festes i esdeveniments públics com a desfilades amb homes i dones transvestides, encara que es justificaven com festes de disfresses. Igualment era costum que els fills de la classe alta de la ciutat passegessin pel carrer de Plateros (avui Madero) en la seva roba a l'última moda i fossin coneguts com a «pollos» o «lagartijos» (paraules despectives per a «dandi»), els quals eren comunament associats amb l'oci, la vanitat o la droperia, i eren assetjats per la policia per efeminats.
Els presumptes organitzadors de la festa haurien estat el gendre del llavors president Porfirio Díaz, Ignacio de la Torre y Mier —sobrenomenat com El gendre de la nació pel seu matrimoni amb Amada Díaz— i Antonio Adalid, sobrenomenat Toña la Mamonera, fillol de Maximilià I de Mèxic i Carlota de Mèxic; altres fonts citen al periodista Jesús «Chucho» Rábago i a l'hisendat Alejandro Redo. La festa va començar la nit del 17 de novembre de manera secreta en una casa llogada amb aquesta finalitat, on hi eren els límits de la ciutat en aquells dies, en la colònia Tabacalera. Les fonts citen el quart carrer de la Paz (actual Ezequiel Montes o Jesús Carranza) en la colònia Tabacalera, on s'havien donat cita els convidats en diversos carruatges. La festa incloïa, entre altres coses, la "rifa del Pepito" o l'efebo, és a dir, un concurs on el premi seria estar amb un prostitut.

Cap a les tres de la matinada del 18 de novembre, la policia va entrar a la casa després que un trasvesti els obrís la porta. Així ho va consignar una nota periodística de l'època: 
| «                             | La nit del diumenge va ser sorprès per la policia, en una casa accessòria del 4t carrer de la Paz, un ball que 41 homes sols verificaven vestits de dona. Entre alguns d'aquests individus van ser reconeguts els pollos que diàriament es veuen passar per Plateros. Aquests vestien elegantíssims vestits de senyores, portaven perruques, pits postissos, arrecades, "choclos" brodats i a les cares tenien pintades grans ulleres i xapes de color. En saber-se la notícia als bulevars, s'han donat tota classe de comentaris i se censura la conducta d'aquests individus. No donem als nostres lectors més detalls per ser en summe grau fastigosos. | » |
| — Nota informativa de l'època | |   |

De seguida, es va estendre el rumor que en realitat serien 42 els detinguts, sent el número 42 Ignacio de la Torre y Mier, a qui se li hauria permès la fugida pels terrats de les cases confrontants. Els vestits d'home van ser conduïts a la caserna del batalló 24 de la policia, en tant els de dona van ser conduïts a la caserna de la policia muntada. El primer càstig arbitrari donat per la policia per a tots els detinguts va ser escombrar el carrer fora de les casernes on van ser enviats, encara amb els vestits de la festa. Contrari als costums de l'època i a causa del secretisme que va requerir el cas en saber-se la participació de De la Torre i el possible impacte en la família presidencial i en les famílies de classe alta associats a ella, es va exercir censura periodística i els detinguts no van ser mostrats a la premsa, i només es van saber els noms, a més de De la Torre i Adalid, de Jesús Solórzano, Jacinto Luna i Carlos Zozaya. Persones homònimes, tant dels noms publicats, com dels que es van conèixer per rumors, van enviar aclariments als periòdics per no ser relacionats amb la batuda.

## Conseqüències
Des dels dies posteriors a la batuda, aquesta va ser assenyalada per il·legal i arbitrària, violant-se els drets humans i civils dels agreujats. Es va argumentar per la violació que la festa no comptava amb permís per la realització de festes i reunions privades, però les disposicions de l'època només ho requerien per a les celebracions públiques. Així mateix, l'homosexualitat en si no estava sancionada per les lleis, però en aquest cas es va usar una molt àmplia interpretació del vigent Codi Penal de 1871, en el que es punían delictes contra la moral i els bons costums. En cap disposició jurídica vigent s'esmenta com a possible pena la que seria donada als detinguts, encara que era usual per als enemics del règim porfirista. A dos quarts de sis del matí, sense un procés o judici previ, van partir en trens de l'exèrcit des de l'estació de Buenavista cap a Veracruz, només 19 —el periòdic El País va informar de 12— dels 41 detinguts a fer treballs forçats al port de Progreso, Yucatán.
| «                                     | Els dròpols, raters i efeminats que han estat enviats a Yucatán, no han estat consignats als batallons de l'Exèrcit que operen en la campanya contra els indis maies, sinó a les obres públiques en les poblacions conquistades a l'enemic comú de la civilització. | » |
| — El Popular, 25 de novembre de 1901. | |   |

La premsa de l'època va destacar que els detinguts traslladats a Yucatán van ser convidats de la festa, però pobres i sense diners per a corrompre la justícia i sortir lliures, com probablement ho va fer la resta. Segons El Hijo del Ahuizote del 21 de novembre de 1901:
| «                       | Dice la canción que en el pobre es borrachera y en el rico alegría, cuando se trata de trompetas, y en este caso, en el pobre es cochinada y en el rico refinamiento de coquetería y de buen tono. Si el gobernador violó la ley con aplauso general, debió haber jalado parejo, para que más se le hubiera agradecido, no que dejó la semilla y arrojó las hojitas de la mata. Ahora ya no puede andar en la calle acompañado de un amigo, porque luego lo tratan del Club de los 41. | » |
| — El Hijo del Ahuizote. | |   |

Aquí serien forçats a allistar-se a l'Exèrcit mexicà, mesura davant la qual van voler realitzar judici d'empara alguns dels detinguts sense èxit. Per aquesta raó, gairebé un segle després van ser coneguts alguns noms dels detinguts: Pascual Barrón, Felipe Martínez, Joaquín Moreno, Alejandro Pérez, Raúl Sevilla, Juan B. Sandoval i Jesús Solórzano.Es desconeix el destí final de les persones castigades i quant va durar la seva captivitat, encara que Salvador Novo va comentar que probablement va ser Chetumal.
Malgrat l'impacte dels fets, reports periodístics parlen que les reunions i festes fins i tot d'alguns dels presents en aquesta batuda, van continuar ocorrent a llocs com els banys públics.

## Impacte social

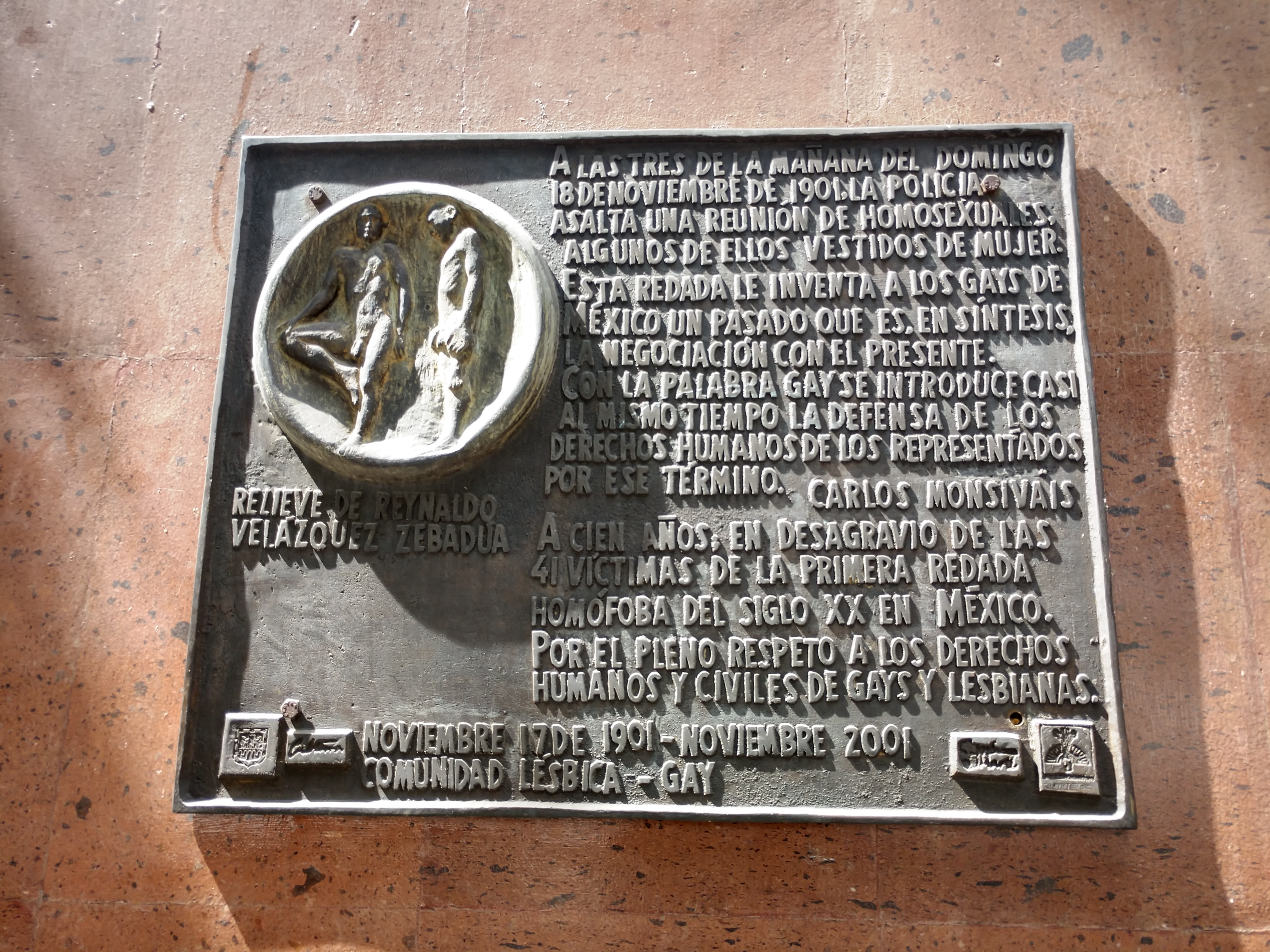
Placa commemorativa del ball develada en 2001 per la comunitat LGBTI+ de la Ciutat de Mèxic. Centre Cultural José Martí.

El cas va rebre un fort escarn social en els mitjans de la comunicació de l'època, fins i tot en aquells que eren opositors al règim. Malgrat la censura exercida des del govern d'aquest, mitjans satírics, com El Hijo del Ahuizote, publicarien materials que van ser del coneixement popular, i el tema seria vigent en totes les classes socials, a pesar que les festes d'aquest tipus eren relativament comuns i ben conegudes. No sols es va criticar el fet en si, a causa del conservadorisme públic i a l'homofòbia prevalent en l'època, sinó el ball es va usar per a associar amb la «depravació» i el «vici» amb l'aristocràcia porfiriana, en estar involucrat De la Torre i Mier i persones reunides. Aquest personatge va morir en 1918.
Deu anys després, esclataria la Revolució mexicana i es deposaria a Porfirio Díaz. L'antecedent del Ball dels 41 va permetre a més en endavant es fessin batudes contínues, xantatges policíacs, tortures, pallisses, enviaments a la presó i al penal de les Illes Marías, amb el simple esment de «atac a la moral i els bons costums» amb anuència i tolerància social a causa dels prejudicis de l'homofòbia en la societat mexicana.
El número 41 o 42 va passar a formar part de la cultura popular mexicana per a referir-se de manera vetllada als homosexuals, en el cas del 42 als homosexuals passius. El fet i els números es van ampliar a través de la premsa, però també per mitjà de gravats, sàtires, obres de teatre, literatura, pintura i fins i tot fins als dies de la televisió, com és el cas de la telenovel·la històrica El vuelo del águila emesa per Televisa el 1994.
El 1906, sota el pseudònim Fecundo, es va publicar el llibre Los cuarenta y uno. Novela crítico-social, que fou reeditat el 2010. Aquesta novel·la, malgrat el seu virulent to homofòbic, va tractar per primera vegada en la literatura mexicana de manera principal un assumpte homosexual, per la qual cosa és considerada un precedent de la literatura homosexual a Mèxic, ja que va tractar sobre un assumpte considerat, fins llavors, tabú.
També són famosos els gravats de José Guadalupe Posada, que es van publicar acompanyats de diverses rimes:
| «         | Hace aún muy pocos días Que en la calle de la Paz, Los gendarmes atisbaron Un gran baile singular. Cuarenta y un lagartijos Disfrazados la mitad De simpáticas muchachas Bailaban como el que más. La otra mitad con su traje, Es decir de masculinos, Gozaban al estrechar A los famosos jotitos. Vestidos de raso y seda Al último figurín, Con pelucas bien peinadas Y moviéndose con chic. | » |
| — Anònim. | |   |

L'homosexualitat va arribar tan lluny amb el número 41 que el seu esment va passar a ser tabú, com va escriure l'escriptor militar Francisco L. Urquizo:
| «                       | A Mèxic el número 41 no té cap validesa i és ofensiu per als mexicans […] La influència d'aquesta tradició és tal que fins i tot en l'oficial es passa per alt el número 41. No hi ha en l'exèrcit Divisió, Regiment o Batalló que porti el número 41. Arriben fins al 40 i d'aquí se salta al 42. No hi ha nòmina que tingui línia 41. No hi ha en les nomenclatures municipals cases que ostentin el número 41. Si potser i no hi ha remei, el 40 bis. No hi ha quart d'hotel o de sanatori que tingui el número 41. Ningú compleix 41 anys, dels 40 se salta fins als 42. No hi ha automòbil que porti placa 41, ni policia o agent que accepti aquest guarisme | » |
| — Francisco L. Urquizo. | |   |

Carlos Monsiváis va dir sobre el fet que «va inventar l'homosexualitat a Mèxic», en col·locar en públic per primera vegada el tema en un ambient fortament conservador.
Alguns bars gai han usat el 41 com a nom per a discoteques, bars i associacions com a forma de lluita contra l'estigma. En 2001, la comunitat LGBTTI de la Ciutat de Mèxic va col·locar una placa com a forma de desgreuge al fet al Centro Cultural José Martí.
El dissabte 29 de juny de 2019, es va dur a terme l'edició número 41 de la marxa de l'orgull LGBTTTI de la Ciutat de Mèxic amb el tema "Orgull 41: Ser és resistir" commemorant l'incident de 1901.

### Pel·lícula
El llargmetratge El baile de los 41 és una narració fictícia dels esdeveniments que van envoltar la dansa, centrant-se en Ignacio de la Torre. Atès que hi ha poca evidència històrica dels esdeveniments, inclosos els assistents, la pel·lícula té una llicència artística significativa. Es va estrenar al novembre de 2020 en el Festival Internacional de Cinema de Morelia. La pel·lícula va ser dirigida per David Pablos, escrita per Monika Revilla, produïda per Pablo Cruz i protagonitzada per Alfonso Herrera com Ignacio de la Torre y Mier.